# Мацкевичи
Мацке́вичи (пол. Mackiewicz) — дворянский род.

## История
Согласно Общему Гербовнику:

Предок сего рода, Иван Мацкевич, по привилегии короля польского Стефана, 1586 года возведен в дворянское достоинство и получил во владение имение с крестьянами, Кульбачин называемое, Вилейского уезда. Потомки его, пользуясь дворянскими преимуществами предков и владея наследственно означенным имением, награждены были польскими королями за службы разными чинами и званиями.
19 ноября 1786 года Полоцкого Наместничества Губернский Предводитель Дворянства и Уездные Депутаты избранные для составления Дворянской родословной книги, на основании правил Всемилостивейшей Грамоты 21 апреля 1785 года Российскому Дворянству пожалованной, рассматривая представленные Невельскими орденатами доказательства объясняющие дворянские их достоинства на орденатские имения по тракту Невельскому на 300 волока земли по привилегии корола Сигизмунда III 17 февраля 1625 года благородному рицарству пожалованные, а от королей Владислава IV и Яна III подтвержденные, кроме того определения утверждающие дворянское их происхождение, 12 родов были признаны дворянскими, включая Мацкевичей с герьбом Махвич. Род Мацкевичей с герьбом Махвич был утверждён во дворянстве Российской империи именным указом императрицы Екатерины II от 11 сентября 1788 года.

## Описание гербаЯстржембец
В золотом щите лазоревая подкова шипами обращённая вверх. Внутри её на уровне шипов крест с широкими концами.
На щите дворянский коронованный шлем. Нашлемник: золотой ястреб с червлёными глазами, клювом и когтями держит в правой лапе лазоревую подкову шипами обращённую вверх, внутри её на уровне шипов крест с широкими концами. Намёт: лазоревый с золотом.

## Известные представители рода
- Антон Иванович Мацкевич — капитан 4-го Егерского полка, убит 6.10.1812 г. при Тарутино[3].